# Krzysztof Kluzik
Krzysztof Kluzik (ur. 9 kwietnia 1961) – polski aktor

## Życiorys
Jest absolwentem I LO w Słupsku. Ukończył studia na PWST w Krakowie w 1986 roku. Występował w Grupie Tanecznej „Wir”, Teatrze Rondo w Słupsku i Państwowym Teatrze im. Wandy Siemaszkowej w Rzeszowie. Wystąpił w filmie Nie ma takiego numeru Bartosza Brzeskota w 2006 roku.

## Spektakle Nowego Teatru w Słupsku
2004 - Stanisław Ignacy Witkiewicz - Szalona lokomotywa - Szumowina (reż. Jan Peszek, Michał Zadara)
2004 - Witold Gombrowicz - Ślub (reż. Waldemar Śmigasiewicz)
2004 - Leszek Malinowski - Intercity - ambasador Niemiec (reż. Leszek Malinowski, Bogusław Semotiuk)
2005 - William Szekspir - Romeo i Julia - Parys (reż. Bogusław Semotiuk)
2005 - Sofokles - Sofokles - Edyp i Antygona - domownik, posłaniec (reż. Bogusław Semotiuk)
2005 - Iwona Wernikowska - Baśń w poszukiwaniu teatru (reż. Albert Osik)
2005 - Lucjan Rydel - Betlejem polskie - Symek, marszałek, Jagiełło (reż. Zbigniew Kułagowski, Bogusław Semotiuk)
2006 - Juliusz Słowacki - Balladyna - Filon (reż. Jan Machulski, Bogusław Semotiuk)
2006 - Witold Gombrowicz - Ferdydurke - Miętus (reż. Waldemar Śmigasiewicz)
2006 - Andrzej Saramonowicz - Testosteron - Robal (reż. Bogusław Semotiuk)
2007 - Paul Pörtner - Szalone nożyczki - Edward Wurzel (reż. Jacek Łuczak)
2007 - Przygody Sindbada Żeglarza - marynarz, diabeł morski, Murumadarkos (reż. Hanaa Abdel Fattah Metwaly)
2007 - Adam Mickiewicz - Dziady - Żegota, Kruk, Literat, Doktor (reż. Stanisław Otto Miedziewski)
2008 - William Shakespeare - Galaktyka Szekspir - William, Stephano, Benvolio, Petruchio (reż. Marcin Grota)

## Filmografia
- 2005: Nie ma takiego numeru jako Jurek
- 2009: Miasto z morza jako (Obsada aktorska)
- 2009: Miasto z morza (serial) jako (Obsada aktorska)
- 2011: Zniknięcie jako Darek
- 2014: Ojciec Mateusz stajenny Roman Wasik (odc. 153)
- 2014: Czas honoru. Powstanie jako Ron-owiec (odc. 5 i 6)
- 2015: Sugihara Chiune jako oficer radziecki
- 2015: Disco polo jako ochroniarz na jachcie
- 2016: Na Wspólnej jako Tadeusz Tański
- 2016: Na sygnale jako trener (odc. 110)
- 2018: Botoks jako (Obsada aktorska)
- 2019: Barwy szczęścia jako Henryk Kostruba, właściciel masarni